# Agraph
agraph（アグラフ）は、牛尾 憲輔（うしお けんすけ、1983年3月1日 - ）によるソロユニットである。ソニー・ミュージックアーティスツ所属。
agraph名義での活動のほか、牛尾憲輔名義で電気グルーヴのサポートメンバーやLAMAのメンバーとして、劇伴制作なども手掛けている。

## 来歴
音楽教室の家に生まれ、幼稚園の頃からピアノを習う。中学ではピアノと並行して、ヤマハのEOS-B900にて打ち込みを始めた。
大学では、音楽と現代芸術を専攻。そこでPro Toolsに触れ、在学中よりPro Toolsのオペレーターとして活動する。2003年、20歳の頃、渋谷「WOMB」にて石野卓球がホストを務めるテクノイベント「STERNE」に行った際、偶然バーにいた本人に直接話しかける。ファンである・Pro Toolsのオペレーターである・音楽業界に入りたいことなどを話すと、石野がちょうどスタッフを欲していたためタイミングが合い、その1ヶ月後より音源制作にスタッフとして迎え入れられる。
その後石野個人の制作サポートのほか、電気グルーヴやDISCO TWINS、RYUKYUDISKOらのテクニカル・エンジニアとして音源制作のキャリアを積む。
ソロアーティストとしては、2007年、石野卓球が主宰するレーベル『platik』からリリースされたコンピレーション・アルバム『Gathering Traxx Vol.1』にkensuke ushio名義の初の楽曲『colours』が収録される。
2008年12月3日、1stアルバム『a day, phases』がキューンミュージックよりリリース。2010年11月3日には、2ndアルバム『equal』がリリースされた。同年行われたアンダーワールドの来日公演では、オープニングアクトに抜擢される。
2011年、中村弘二（iLL）、フルカワミキ、田渕ひさ子とともに新バンド『LAMA』を始動。2012年以降は、電気グルーヴのライブメンバーとして、ステージ上でのサポートも行っている。2014年には、湯浅政明監督作『ピンポン THE ANIMATION』にて音楽を担当。以降、アニメ作品も手掛けるようになった。
2016年2月3日、3rdアルバム『the shader』が発売。同年9月公開の山田尚子監督作『映画 聲の形』では、自身初となる映画作品の劇伴を手がけた。

## 人物・特徴
『agraph』名前の由来は『グラフィック』という文字をユニット名に入れたく石野卓球と川辺ヒロシに相談したところ「グラフィックじゃなくてグラフって言い方にすれば、頭でっかちのグラフととれる」、という話からagraph（アグラフ）となったという。アグラフとはピアノの部品の弦押さえという意味もある。テクノをジャンルとしているが四つ打ちを使用した楽曲はほとんどなくレイ・ハラカミのようなエレクトロニカに近い。
アニメ好きでもあり、同趣味のクラムボンのミトとは、アニメオタクDJユニット2ANIMEny DJsとしても活動。特に好きなアニメに『銀河英雄伝説』『新世紀エヴァンゲリオン』『少女革命ウテナ』『ココロ図書館』などを挙げている。

## 主な使用機材 ･ ソフトウェア
Cubase 6
スタインバーグ社製 デジタル・オーディオ・ワークステーション
ThinkPad T520
レノボ社製 ノートブック型パーソナルコンピュータ

## ディスコグラフィー

### アナログシングル
|     | 発売日       | タイトル            | 規格品番   | 収録曲                                                                                | 備考                                             |
| --- | ------------ | ------------------- | ---------- | ------------------------------------------------------------------------------------- | ------------------------------------------------ |
| 1st | 2022年1月5日 | unified perspective | PCKG-00001 | - A.unified perspective(variation) / agraph feat.ANI - B.unified perspective / agraph | 『平家物語』エンディングテーマ オリコン最高178位 |

### 配信限定シングル
| 発売日         | タイトル      | レーベル                 |
| -------------- | ------------- | ------------------------ |
| 2010年11月22日 | silvery white | Sony Music Entertainment |

## 参加作品、リミックスワーク
| リリース日     | 曲名                                      | アーティスト                | 収録された作品                                  |
| 2007年7月27日  | Colours                                   | Kensuke ushio a.k.a. agraph | Gathering Traxx Vol.1                           |
| 2009年2月25日  | マイストーリー (variation by agraph)      | PUFFY                       | 日和姫                                          |
| 2009年8月7日   | Sabbath -agraph remix-                    | Mirai                       | Sabbath - Single                                |
| 2009年9月2日   | drive (agraph Remix)                      | 環ROY × NEWDEAL             | the klash                                       |
| 2010年8月18日  | Roulette (agraph REMIX)                   | TETSUYA                     | LOOKING FOR LIGHT                               |
| 2011年5月18日  | 10(1+2+3+4) agraph Remix                  | NYANTORA                    | White EP                                        |
| 2011年8月31日  | DEAR FUTURE (kensuke ushio agraph Remix)  | COALTAR OF THE DEEPERS      | DEAR FUTURE                                     |
| 2012年11月14日 | Dry Aesthetic [agraph remix]              | mergrim                     | Intersect Landscape                             |
| 2012年11月21日 | 脱走のシーズン (agraph remix)             | Prague                      | 脱走のシーズン                                  |
| 2012年12月5日  | ChaOs GrAdatioN (External Re-Sync)        | access                      | Re-sync Cluster                                 |
| 2014年8月13日  | double pendulum                           | ピエール中野                | Chaotic Vibes Orchestra                         |
| 2014年10月29日 | Super Star (Re-boot)                      | 電気グルーヴ                | 25                                              |
| 2014年12月17日 | eye                                       | 木村カエラ                  | MIETA                                           |
| 2015年2月25日  | Raga Mishra Kafi/U-zhaan x Babui x agraph | U-zhaan                     | Tabla Rock Mountain                             |
| 2015年8月5日   | 夜の踊り子(agraph Remix)                  | サカナクション              | 懐かしい月は新しい月 〜Coupling & Remix works〜 |
| 2016年12月21日 | Cradle -L'Acoustic version-               | L'Arc〜en〜Ciel             | Don't be Afraid                                 |
| 2016年12月21日 | Fana-Tekk (agraph Remix)                  | 石野卓球                    | EUQITANUL                                       |
| 2019年1月23日  | Shangri-La feat.Inga Humpe                | 電気グルーヴ                | 30                                              |
| 2019年1月23日  | Flashback Disco (is Back!)                | 電気グルーヴ                | 30                                              |
| 2024年8月30日  | in the pocket                             | Mr.Children                 | in the pocket                                   |

## 劇伴作品
2014年
- スペース☆ダンディ - 音楽　※スペース☆ダンディバンドの一員として参加
- ピンポン THE ANIMATION - 音楽

2016年
- 映画 聲の形 - 音楽

2018年
- DEVILMAN crybaby - 音楽
- サニー/32 - 音楽・主題歌
- リズと青い鳥 - 音楽
- モリのいる場所 - 音楽
- 青と僕 - 音楽
- フェイクニュース あるいはどこか遠くの戦争の話 - 音楽

2019年
- ブギーポップは笑わない - 音楽
- 麻雀放浪記2020 - 音楽
- そばへ -日照雨- - 音楽

2020年
- 日本沈没2020 - 音楽

2021年
- サイダーのように言葉が湧き上がる - 音楽
- 子供はわかってあげない - 音楽

2022年
- 平家物語 - 音楽
- チェンソーマン - 音楽

2023年
- MAKE MY DAY - 音楽
- 僕の心のヤバイやつ - 音楽
- 天国大魔境 - 音楽

2024年
- きみの色 - 音楽
- ダンダダン - 音楽
- チ。-地球の運動について- - 音楽

2025年
- 劇場版 チェンソーマン レゼ篇 - 音楽

2026年
- 劇場アニメ 僕の心のヤバイやつ - 音楽

時期未定
- 違国日記 - 音楽

## 文献
- 『牛尾憲輔 定本』 太田出版、2025年2月。ISBN 4778319575